# Kofferradio

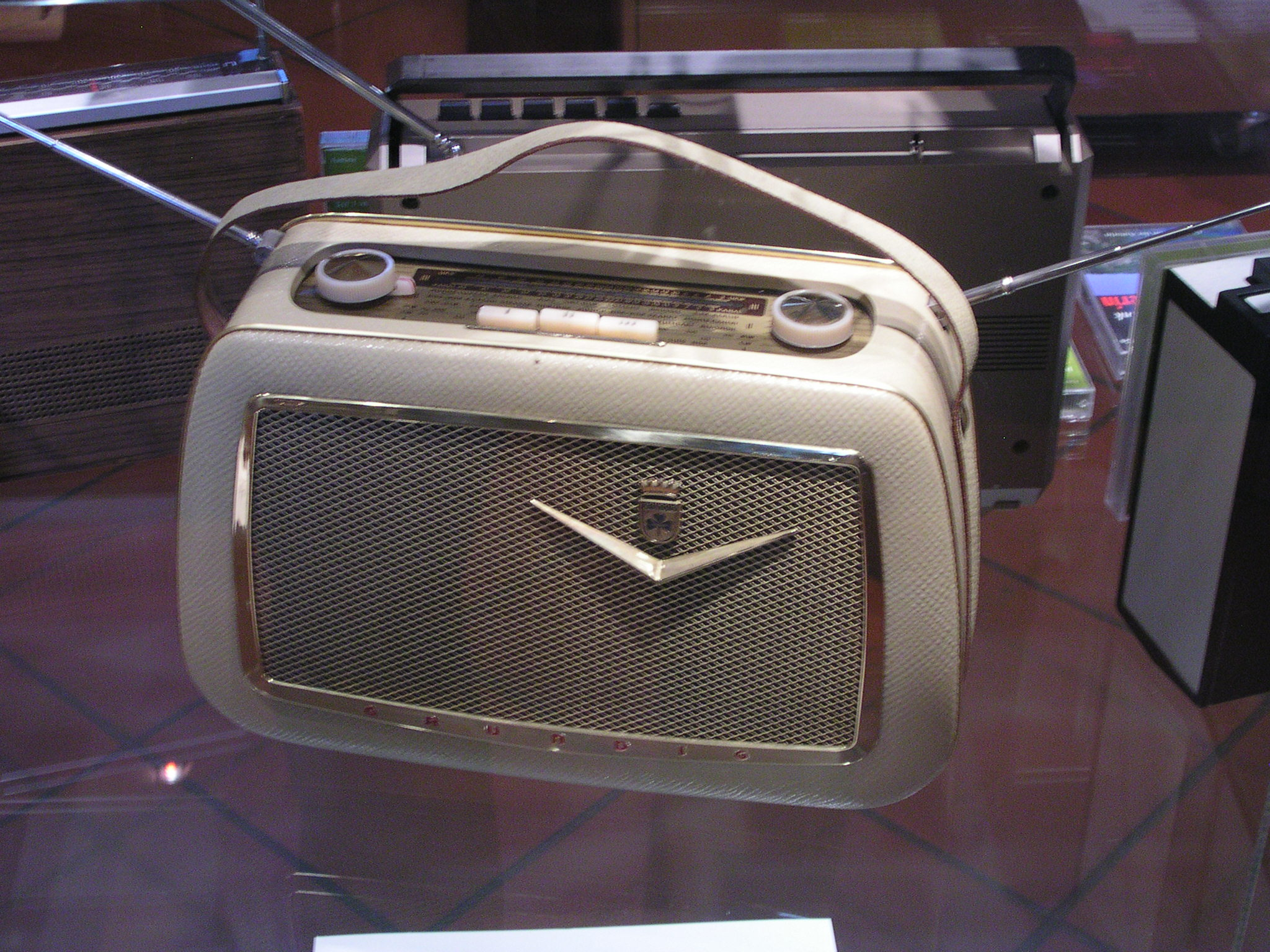
Grundig TeddyBoy (1958)

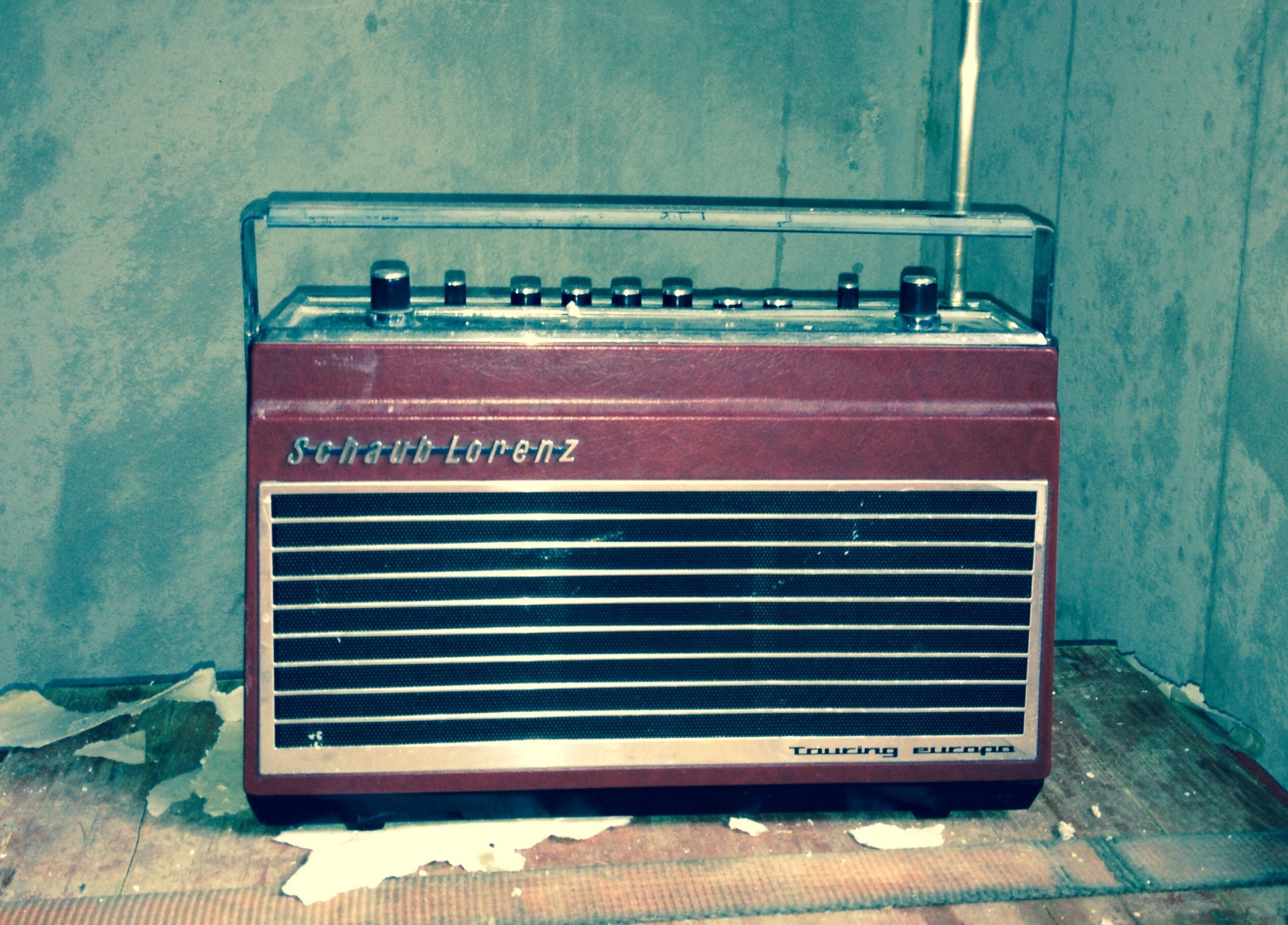
TOURING Europa von Schaub-Lorenz (1969)

Ein Kofferradio ist eine Bezeichnung für ein tragbares, kofferähnliches Radiogerät, das in der Nachkriegszeit aufkam und in den 1950ern noch auf Röhrenbasis funktionierte.
Das erste deutsche Kofferradio war der Grundig-Boy, 1948 entwickelt vom Fürther Unternehmen Grundig, das auch mit Batterien betrieben und "hinaus ins Freie" mitgenommen werden konnte.
Mit dem Einsetzen des Massentourismus wurden die Kofferradios zum Urlaubsbegleiter und prägten die Freizeitkultur. Der MW-Empfänger Grundig-Boy wog im Jahr 1950 drei Kilo und gehörte zu den leichtesten und robustesten Geräten des westdeutschen Marktes.  Bereits in den 1930er Jahren wurden Batterie-Radios in robuste Reisekoffer integriert, die man jedoch erst öffnen musste, während die Radioportables mit einem Henkel oder einem Trageriemen ausgestattet waren, die man in der Hand oder über die Schulter gehängt tragen konnte, und nur ihr Batteriefach musste bei Bedarf geöffnet werden. Diese Form blieb leitendes Designprinzip und wurde auch auf die neue Produktgattung des Radiorekorders übertragen, die das Kofferradio in seiner Popularität in den 1970ern ablöste. Der UKW-Empfang konnte 1953 erstmals in Kofferradios der Oberklasse realisiert werden, als der kombinierte AM / FM-Empfänger im Heimgerätebau bereits üblich war. Größe und Gewicht batteriebetriebener Kofferradios konnten durch Verwendung von Transistoren erheblich gesenkt werden. Philips präsentierte 1958 das erste vollständig transistorisierte tragbare Radio Sharpie, und zusammen mit Van der Heem,  kontrollierte Philips einen erheblichen Anteil des niederländischen Markts für Kofferradios. In der zweiten Hälfte der sechziger Jahre nahm die Konkurrenz der deutschen und japanischen Unternehmen wie Telefunken, Grundig und Sony zu und Ende der fünfziger Jahre begann das Kofferradio, den niederländischen Radiomarkt zu dominieren. Schaub Lorenz brachte 1960 zwei Modelle heraus (Touring und Weekend), die an die Autobatterie angeschlossen werden konnten, der Touring von Schaub Lorenz auch an die Autoantenne, und bis 1962 hatten nahezu alle Kofferradios Anschlussbuchsen für die Autobatterie.